# Stimberg

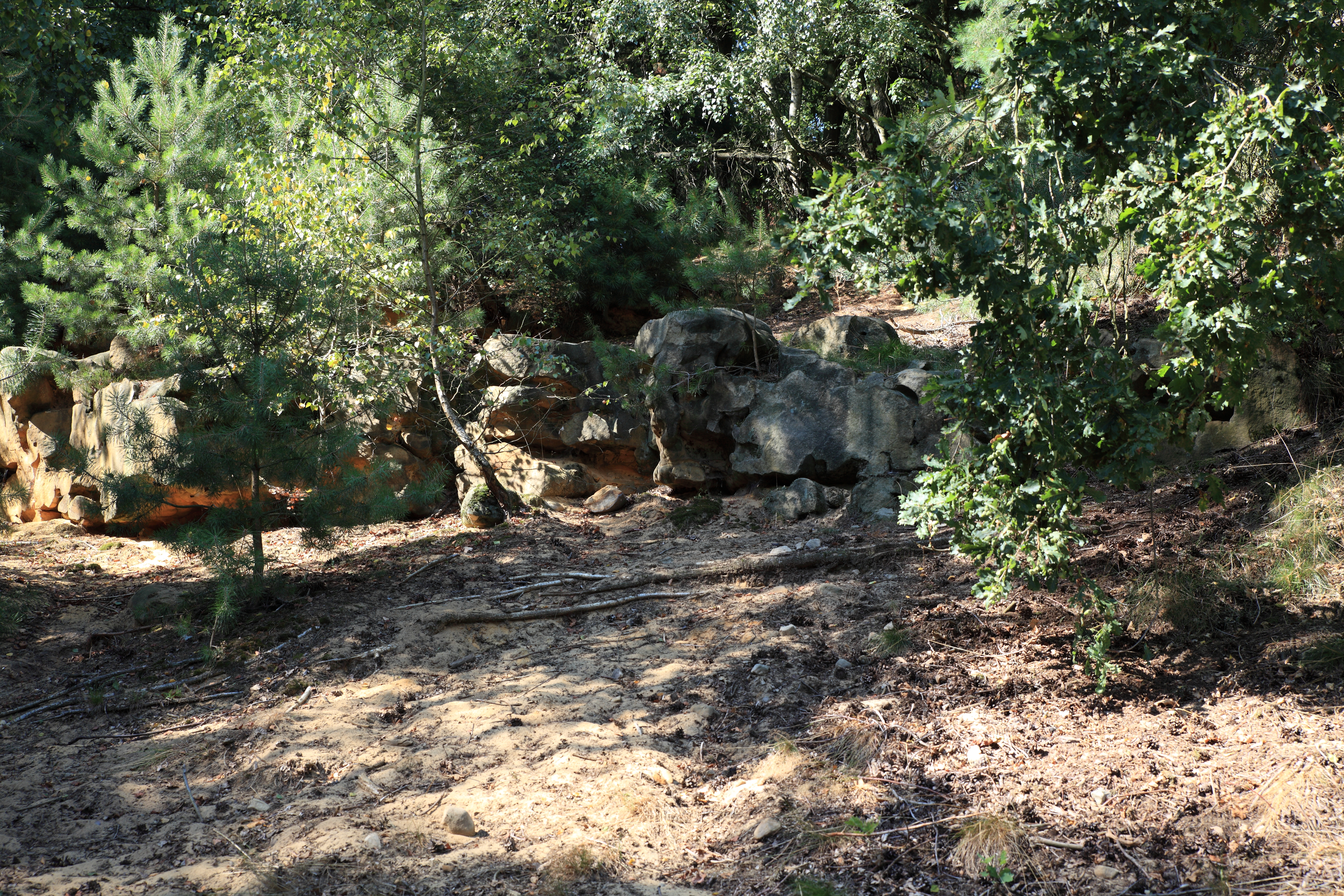
Verkieselter Sandstein (Quarzit)

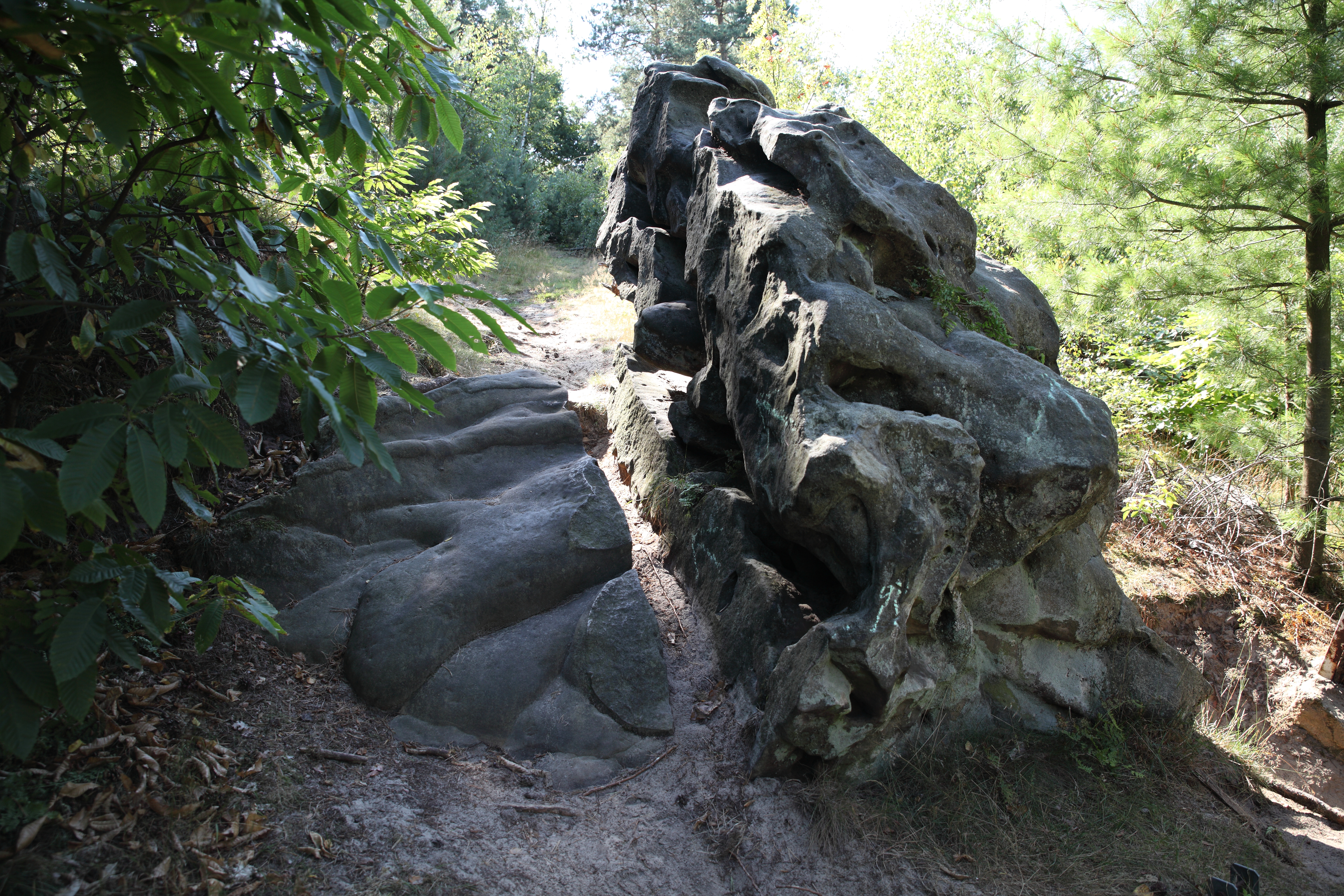
Teufelsstein auf dem Stimberg (Quarzitblock)

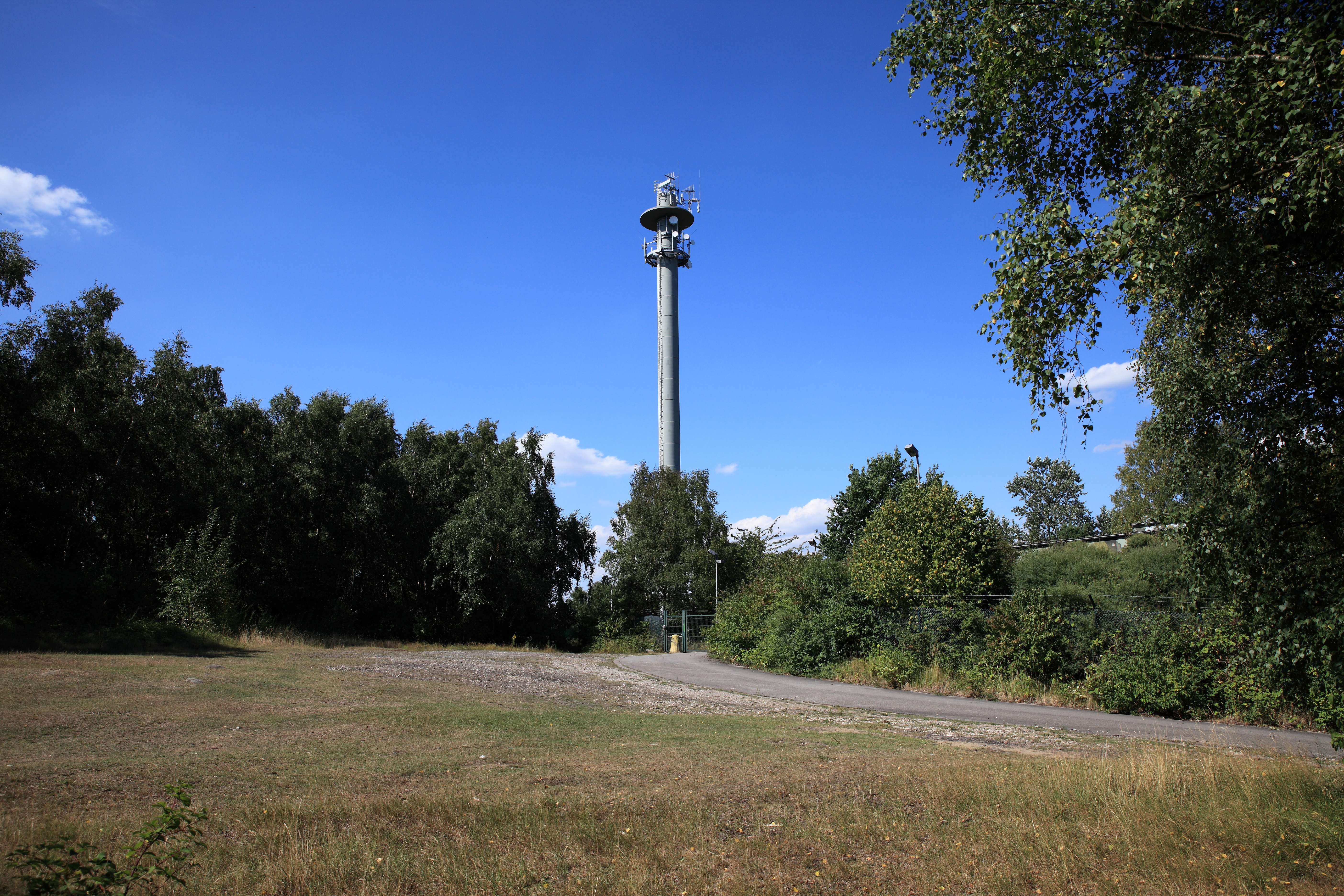
Stimberg – Sendeturm

Der Stimberg bei Oer-Erkenschwick im nordrhein-westfälischen Kreis Recklinghausen ist mit 156,9 m ü. NHN die höchste Erhebung der Haard, einer Hügellandschaft am Nordrand des Ruhrgebiets.

## Geographie

### Lage
Der Stimberg liegt im Südteil der bewaldeten Haard und im Osten des Naturparks Hohe Mark-Westmünsterland. Er erhebt sich 1,8 km (jeweils Luftlinie) nördlich des Ortskerns von Oer, einem Ortsteil von Oer-Erkenschwick, zu dessen Stadtgebiet die Erhebung gehört, und etwa 6 km westnordwestlich von jenem Dattelns. Der nordnordwestliche Nachbar ist der 850 m (jeweils Luftlinie) entfernte Farnberg.
Auf dem Südwesthang des Stimbergs entspringt am Westrand des Stimbergparks der Silvertbach-Zufluss Denningsgraben und östlich unterhalb seines Ostausläufers Küsberg (133 m) der Lippe-Zufluss Mahlenburger Mühlengraben.

### Naturräumliche Zuordnung
Der Stimberg gehört in der naturräumlichen Haupteinheitengruppe Westfälische Bucht (Nr. 54) und in der Haupteinheit Westmünsterland (544) zur Untereinheit Haard (544.7), wobei seine Landschaft in der benachbarten Haupteinheit Emscherland (543) nach Osten und Südosten in die Untereinheit Bockumer Hügelwellen (543.12) und nach Südwesten in die Untereinheit Oer-Sinsener Flachwellen (543.13) abfällt.

### Berghöhe
Die Höhe des 156,9 m hohen Stimbergs wird teils nur mit 153 oder 154 m angegeben, was sich aber auf eine etwa 50 m nordöstlich vom Gipfel auf topographischen Karten ersichtliche Höhenangabe von 153,8 m bezieht. Etwa 90 m nördlich dieser Stelle ist dort ein trigonometrischer Punkt auf 141,4 m und in diesem Bereich auf einer anderen Karte ein solcher auf 151,5 m Höhe verzeichnet.

### Dominanz und Prominenz
Deutlich nördlich des Rheinischen Schiefergebirges ist der Stimberg der höchste Berg „weit und breit“. Die ebenfalls münsterländischen und knapp höheren Anhöhen Baumberge und Beckumer Berge sind weit entfernt und jenseits der Lippe, um ins nähere und noch höhere Ardeygebirge zu gelangen, muss man über 100 m tiefer gehen. Inzwischen bzw. seit den 1960ern sind allerdings Halden die Bezugsberge, so man sie einrechnet.
Die natürliche Dominanz des Stimbergs beträgt 23,2 km. So weit muss man nach Süden, zur Stockumer Höhe (177 m ü. NHN) bei Stockum wandern, um zu einem höheren natürlichen Punkt zu gelangen. Seine natürliche Prominenz beträgt 100,4 m, da man mindestens übers Schiffshebewerk Henrichenburg bzw. den Rhein-Herne-Kanal/Dortmund-Ems-Kanal, dort 56,5 m, gehen muss, um ins höhere Ardey zu gelangen.
Bezieht man künstliche Berge mit ein, ist inzwischen in beiderlei Hinsicht die 202 m erreichende Halde Oberscholven Bezugsberg. Sie reduziert die Dominanz auf 18,0 km und auch die Prominenz noch einmal. Wandert man auf den Wasserscheiden zur Halde, muss man auf der zwischen Silvertbach und Dattelner Mühlenbach im Erkenschwicker Tal auf 84 m herunter, um zum Vestischen Höhenrücken zu gelangen. Dessen Ostteil, der Recklinghauser Lößrücken, hat eine künstliche Scharte auf 85 m an der Bahntrasse nach Münster, seine Scharte zum Burschen Höhenrücken, auf dem die Halde steht, liegt auf 70,5 m in Westerholt, an der A 52 muss man sogar auf 68 m. Eine fast ebensoniedrige  Scharte liegt jenseits der Emscher-Lippe-Wasserscheide, nämlich unmittelbar südwestlich der Halde auf etwa 69 m. Die Prominenz gegenüber der Hoheward, die Differenz zwischen Höhe des Stimbergs und die der niedrigsten Scharte,  beträgt 89 m.
Würde man die Halde Hoheward (152,5 m) um 5 m erhöhen, sänke die Dominanz des Stimbergs auf 12,3 km. Bezugsberg zur Prominenz bliebe aber die Halde Oberscholven, da die Hoheward im niedrigen Emscherbruch liegt: Hochlarmark liegt komplett unter 60 m und müsste auf dem Weg zu ihr passiert werden. An der Auguststraße, Abzweig Piusstraße, käme man auf 53,1 m.

## Schutzgebiete
Der Stimberg liegt im Landschaftsschutzgebiet Gebiet nördlich von Oer-Erkenschwick (CDDA-Nr. 320981; 1990 ausgewiesen; 6,89 km² groß). Östlich seines Gipfels liegt das Naturschutzgebiet Stimberghöhe (CDDA-Nr. 165740; 1990 ausgewiesen; 1 ha groß).

## Geologie
Vor rund 80 Millionen Jahren befand sich an dieser Stelle ein flaches Meer. Das Klima war deutlich wärmer als heute. Von dem südlich gelegenen Festland (heutiges Sauerland) wurden über die Flüsse große Mengen Sand verfrachtet, die sich im Meer ablagerten. Über lange Zeiträume entstanden so bis zu 300 m mächtige Sandschichten, die sogenannten Halterner Sande (wissenschaftlicher Name: Haltern Formation).
Durch spätere Hebungen gelangte der ehemalige Meeresboden wieder an die Oberfläche. Die ehemals überlagernden Schichten und große Teile der Halterner Sande wurden durch Erosion wieder abgetragen. Der Stimberg widerstand den Verwitterungsprozessen wesentlich besser als die Umgebung. Ursache sind die verkieselten Sandsteine (Quarzite).
Die ansonsten lockeren Halterner Sande sind hier durch aus dem Grundwasser ausgefällte Kieselsäure verfestigt und bilden widerstandsfähige Festgesteine. Die unregelmäßig, knollige Struktur beruht auf ungleichmäßiger Ausfällung der Kieselsäure zwischen den Sandkörnern.

## Geschichte
Da der Quarzit das einzige brauchbare Festgestein im weiten Umfeld darstellte, wurden am Stimberg (früher Steynberg = Steinberg) seit dem Mittelalter Steinbrüche betrieben. Der Stimberg-Quarzit findet sich als Werkstein in vielen alten Bauwerken der Umgebung (z. B. Stadtmauer von Recklinghausen).
Der Stimberg war 1890 ein Dreieckspunkt I. Ordnung der Preußischen Landesaufnahme.

## Radarstation
Etwa 60 m nordwestlich und wenige Meter unterhalb des Stimberggipfels befanden sich eine Radarstation der Bundeswehr und ein Sendeturm. Seit 2006 gehört das Gelände der Entwicklungsgesellschaft der Stadt Oer-Erkenschwick, und die Bundesnetzagentur betreibt den Turm.

## Verkehr und Wandern
Südöstlich vorbei am Stimberg führt von Oer-Erkenschwick nach Ahsen die Landesstraße 889 (Ahsener Straße). Von einem an dieser Straße gelegenen Parkplatz und auch von solchen am Stimbergpark kann man die Erhebung auf Waldwegen und -pfaden erwandern.

## Der Stimberg als örtlicher Namensgeber
Da der Stimberg eine markante Landmarke ist, wurde vieles in Oer-Erkenschwick nach ihm benannt, zum Beispiel die Heinrichs Arena am Stimberg (bis 2024: Stimbergstadion), in dem die SpVgg Erkenschwick (Stimberg-Elf) spielt, die Tageszeitung Stimberg-Zeitung und die 2011 geschlossene Stimbergschule. Die Stadt selbst wird zuweilen als Stimbergstadt bezeichnet. Die Stimbergstraße durchquert das Stadtgebiet vom Süden bis zum an der Südwestflanke der Erhebung liegenden Waldfriedhof und dem benachbarten Freizeitbad Maritimo (ehemals Stimbergpark). Stimberg ist zudem ein örtlich (gering) verbreiteter Familienname.